# Пиегц, Клод
Клод Пиегц (фр. Claude Piegts, 1934—1962) — французский террорист, член террористической организации ОАС, участник убийства алжирского комиссара полиции Роже Гавури. Расстрелян по приговору суда.

## Биография
Клод Пиегц родился 1 января 1934 года во Французском Алжире. Работал в этой французской колонии продавцом. Не одобряя политики де Голля, Пиегц присоединился к отряду «Дельта», одной из частей террористической организации «Секретная армейская организация» (ОАС), после путча генералов 1961 года. Возглавлял отряд «Дельта» лейтенант французской армии Роже Дегельдр. 31 мая 1961 года, совместно с ещё одним членом ОАС, Альбером Довекаром, Пиегц совершил убийство комиссара алжирской полиции Роже Гавури.
30 марта 1962 года Пиегц и Довекар предстали перед французским судом, который признал их виновными в убийстве комиссара Гавури и приговорил к смертной казни через расстрел. 7 июня 1962 года приговор был приведён в исполнение. Пиегц был похоронен на кладбище Ле-Туве департамента Изер.